# Barra estabilitzadora

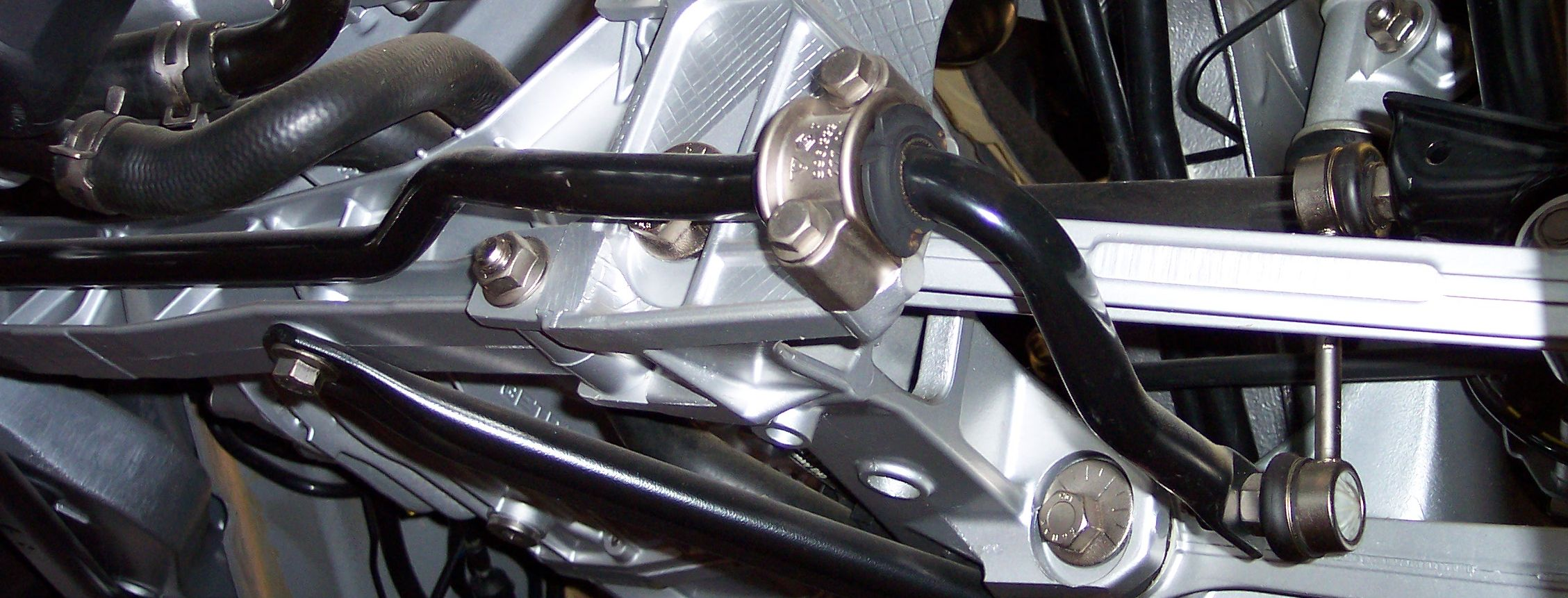
Barra estabilitzadora (en negre) a l'eix posterior d'un Porsche.

La barra estabilitzadora  és un component de la suspensió que permet solidaritzar el moviment vertical de les rodes oposades, minimitzant amb això la inclinació lateral que pateix la carrosseria d'un vehicle quan és sotmès a la força centrípeta, típicament en corbes.

## Tipus
El tipus més comú de barra estabilitzadora és el que es troba en la suspensió davantera dels automòbils. Quan el vehicle entra en una corba, la carrosseria tendeix a inclinar-se cap a fora. Això provoca que les rodes que van per la part exterior de la corba siguin sotmeses a una major força dinàmica, que es tradueix en un major pes sobre la suspensió. Inversament, les rodes internes es descarreguen. Per això es pot observar una compressió de la suspensió del costat extern i una extensió pel costat intern. Aquest efecte pot arribar a fer que alguna de les rodes internes perdi el contacte amb el paviment.

## Acció
La barra estabilitzadora, en ser un component elàstic, transfereix part de la força d'extensió de la suspensió associada a la roda interna, cap a la roda externa. Això produeix un efecte d'enduriment de la suspensió associada a la roda externa, amb la consegüent disminució de la compressió que pateix i, per tant, una menor inclinació de la carrosseria del vehicle.

## Característiques
L'elasticitat associada a la barra determina quant efectiva és per contrarestar la inclinació del vehicle. Aquesta elasticitat típicament ve donada pel diàmetre de la barra. Una barra molt elàstica no transferirà gaire força des d'una roda a una altra, i per això no serà molt efectiva per impedir la inclinació. Una barra rígida transferirà més força, però això impactarà en el confort de conducció, ja que si una roda circulant en línia recta passa per sobre un obstacle, pertorbarà més la roda oposada que una barra més elàstica.